# Église abbatiale Notre-Dame-et-Saint-Michel de Goudargues
L'église Notre-Dame-et-Saint-Michel de Goudargues est une église médiévale (romane et gothique), située à Goudargues dans le département français du Gard en région Occitanie. 
Elle dépendait autrefois du diocèse d'Uzès, et aujourd'hui de celui de Nîmes.

## Historique
Des moines de l'abbaye d'Aniane fondèrent en l'an 800 une abbaye bénédictine autour de l'étang de gordanicus. Ce territoire fera l'objet de querelles religieuses tout au long des siècles, qui ne s'achèveront qu'au XVIIIe siècle.
Guilhem (vers 750-815) décida d’ériger en 781 un oratoire sous le vocable de sainte Marie et saint Michel, à la suite de sa victoire, lors d'une bataille contre les Sarrasins. Le lieu qu'il a choisi se trouvait sur une colline en bordure de la Cèze, devenu depuis le lieu-dit de Saint Michelet. Dans un diplôme de 837, il est encore situé à l'endroit primitif, mais dans un diplôme de Charles le Chauve de 853, on parle de Casanova de Gordanicis. En l'an 900, elle est citée sous le vocable Sancta-Maria ad Gordanicas. 
Les moines choisirent ensuite de s’installer, sur l’emplacement d’une villa gallo-romaine abandonnée au moment des grandes invasions. Guilhem, comte d’Aquitaine, fonda et dota ce premier monastère, dont il ne nous reste que la chapelle Notre-Dame de Caseneuve, vendue en  1789 et transformée en habitation.
Dans la seconde moitié du XIIe siècle, les moines reconstruisent l'abbaye détruite. L'église fut remaniée au XIXe siècle. Elle conserve de la période romane une partie du chœur et l'abside, faisant l'objet d'une inscription au titre des monuments historiques depuis le 8 mai 1939. Sont encore conservés : le réfectoire et la salle capitulaire qui accueille aujourd'hui des événements culturels et artistiques.
Le village s'est développé autour de l'église. Les moines puisant l'eau de quatorze sources, creusèrent des canaux et entourèrent l'abbaye de douves pour renforcer leurs protections, irriguer des cultures et actionner un moulin à huile et à grains. Le moulin à huile a cessé ses activités après le rude hiver de 1956.
En 1065, Raymond de Saint-Gilles (1042-1105), donne l'abbaye, Abbatia Gordiniacensis, à l'abbaye de Cluny, mais 30 ans plus tard, en 1095, il la cède à l'abbaye de la Chaise-Dieu qui la conserve jusqu'en 1127. Car les moines d'Aniane qui contestent cette décision, portent l'affaire devant le tribunal pontifical à Rome. Le pape Pascal II confirmera les droits d'Aniane en 1113, mais la Chaise-Dieu revendiquera à son tour en 1119 : peine perdue, puisque le nouveau souverain pontife Calixte II maintiendra la décision de son prédécesseur. L'abbaye devint prieuré conventuel. L'abbaye d'Aniane conservera ce prieuré jusqu'à la Révolution. L'abbaye fut dévastée par la croisade des Albigeois entre 1214 et 1230, puis durant les guerres de Religion entre 1570 et 1590. En cette fin de XVIe siècle, le pays tout entier passa à la réforme. La messe n'était plus célébrée à Goudargues, abbés et moines disparurent, convertis ou chassés. Les immenses propriétés de l'abbaye restaient sans maître.
Les prieurs possédaient toute la juridiction moyenne et basse de Goudargues et ils partageaient avec le roi la haute juridiction. En 1336, en vertu de ce droit de haute juridiction, le prieur ayant fait rétablir les fourches patibulaires, tombées de vétusté, sur le chemin de la Bastide-d'Orniols, les agents du roi protestèrent contre ce rétablissement sous prétexte que cet acte du prieur tendait à amoindrir la haute juridiction du roi, à laquelle devait appartenir en entier le droit de peine de mort ou de mutilation.
L'époque la plus désastreuse pour la puissance des prieurs fut celle qui suivit les guerres de Religion. Le 6 février 1571, les cardinaux de Lorraine et de Bourbon, commissaires députés à la vente du temporel des églises, vendirent à messire Antoine de Crussol, duc d'Uzès, la moitié de la haute juridiction et toute la juridiction moyenne et basse dépendant du prieuré. Le 3 mars 1578, Louise de Clermont, duchesse d'Uzès, inféoda cette même juridiction à Jean de Pélegrin, seigneur de la Bastide, lequel, en 1596, devint, par une nouvelle acquisition, possesseur de toute la justice de Goudargues, comme il l'était d'une grande partie des biens du prieuré. 
L'abbé Virieu déclare qu'en 1618 la plupart des habitants de Goudargues étaient protestants. Cette nouvelle religion avait commencé à se répandre dans le pays vers 1540. La famille qui avait le plus contribué à sa diffusion était celle des Pélegrin, seigneurs de la Bastide-d'Orniols. La Bastide n'est située qu'à 1 800 mètres au sud de Goudargues. Elle se compose seulement d'un château et de quelques maisons bâtis sur un énorme rocher calcaire, d'où s'échappent deux sources remarquables. La première est presque aussi abondante que celle de Goudargues, et la seconde possède des eaux thermales qui lui ont fait donner le nom de fontaine chaude. Le château, l'église et la plupart des biens de la Bastide appartenaient primitivement à l'évêque d'Uzès. Il n'est pas surprenant que sous l'influence des principes de la Réforme, le prieuré de Goudargues, autrefois si important, ait vu peu à peu ses droits, ses privilèges, sa juridiction, ses propriétés considérablement amoindris. Depuis les ravages de la croisade des Albigeois, il n'y eut pas un seul prieur qui ne fut obligé de soutenir quelque procès, de recourir à quelque transaction ou de procéder à quelque aliénation pour faire face aux situations difficiles créées par les malheurs du temps.

## Architecture

### Église abbatiale
Construite vers 1150 en pierre de taille, l'église fait 37 mètres de long sur 15 mètres de large. Elle est à nef unique, voûtée en berceau, plein-cintre ponctuée de doubleaux et composée de quatre travées. Elle culmine à 18 mètres et mesure 20 mètres de long sur 10 mètres de large hors tout. Ces dimensions laissent envisager que l'édifice n'avait pas été prévu pour être voûté mais charpenté, vu la trop faible épaisseur des murs. En effet les voûtes construites ultérieurement se sont effondrées par deux fois au XVIe siècle et au XVIIIe siècle, en 1793. De 1823 à 1880, des travaux importants furent entrepris pour la consolider et la surélever.
Son abside de forme pentagonale à l'extérieur, circulaire à l'intérieur, voûtée en cul de four sur laquelle sont peints des caissons en trompe l'œil, dont le mur est décoré d'arcatures reposant alternativement sur des corbeaux et sur des colonnes engagées par l'intermédiaire de chapiteaux à éléments décoratifs ou historiés. Certains éléments du décor témoignent d’un certain archaïsme. Ainsi, on trouve sur un chapiteau le thème issu de l’antiquité des deux oiseaux s’abreuvant au calice. Sur un autre chapiteau, un personnage en tunique se tient debout entre deux oiseaux.
Sa façade antérieure, dont le porche est moderne, fut très remaniée ; elle est à deux tours-clochers de plan carré, flèches à crochets. L'une d’entre-elles abrite deux cloches dont une fixe servant de tintements pour l'horloge et une seconde de volée en sonnerie rétro-équilibrée (Ré#3) d'un poids d'une tonne. Le haut des clochers fut également refait.
De la façade originelle, ne subsiste que la base des deux tours qui cantonnaient le portail primitif.
Cette église abbatiale a aujourd'hui le statut d'église paroissiale.

### Bâtiments conventuels
Près de l'église subsiste un édifice claustral, salle capitulaire ou réfectoire. Cette salle est voûtée en berceau brisé. 
À quelques mètres à l'est de ce bâtiment se trouve la chapelle de Caseneuve. Son plan est celui d'une nef de deux travées voûtées en berceau. Cette chapelle fut construite vers 1115. Son abside forme l'angle de l'enceinte monacale et a servi de base à une tour de défense construite au XIVe siècle.

## Abbés et prieurs

### Abbés réguliers
- 815-866 : Sénégilde, est aussi abbé d'Aniane.
- 891-900 : Rostang, archevêque d'Arles. En 891-900, Rostang est dit évêque et également abbé de l'abbaye Sainte-Marie-et-Saint-Michel de Goudargues[4]. En 881, il est abbé de l'abbaye Sainte-Marie de Cruas[5].
- 914-961 : Manassès, archevêque d'Arles, neveu d'Hugues, roi d'Italie. Il se fait confirmer en 921 la possession des abbayes d'Aniane, de Goudargues et de Cruas[6].
- 961-981 :  Ithier d'Arles (?-981), archevêque d'Arles (963-981), abbé d'Aniane, de Cruas et de Goudargues. Il fît don, en sa qualité d'abbé de Goudargues , de quelques biens du couvent dudit lieu , à son ami Teutbert, le Modèle:XIIIme des Calendes de janvier (20 décembre) , 28 e année du règne de Conrad, c'est-à-dire vers l'an 965[7].
- 1119 : Pons II, abbé en 1115 à l'abbaye d'Aniane dans un acte de confirmation. Il a assisté au concile de Toulouse de 1119. Le 15 juillet 1119, le pape Calixte II lui confirme l'investiture du monastère de Goudargues.

### Abbés commendataires
- Gabriel d'Audibert de Lussan.

### Prieurs réguliers
- 1263 : Étienne d'Orniols. Il passa reconnaissance cette même année à l'évêque d'Uzès pour une terre qu'il possédait à la Bastide-d'Orniols , sur les bords de la Cèze. Cette reconnaissance commence par ces mots : Ego Stephanus de Ornolas prior Ecclesiae Sancti Michaclis.., et finit par ceux-ci : Acta fuerunt haec in villa de Gordanicis desupcr scalariam domus dicti prioris , juxta portalem (sic). Raymundus scripsit.
- 15..- 1539 : Gérard de Genevrier , la commende ne passa pas à Gabriel Albert, mais à
- 1539-1547 : Mire Pierre Leroux, dit Darnoye,
- ? - 1580 : Louis Drolhon
- 1580-1583 : Le 22 mai 1580 , le prieur Guillaume Dupuy succéda à Louis Drolhon. Son administration fut de courte durée.
- 1580 : Fulcrand de Garcassonne succéda, en qualité de prieur, non pas Guillaume Dupuy , mais le F. Louis Drollion[8]
- 1583-1597 : Mathieu Reynaud , voulut-il tenter une restauration? mais sa requête avortée de 1597, fait conclure à l'impuissance de son action qui, poursuivie par son successeur, n'obtint pas un résultat plus concluant. C'est alors que s'accomplit la crise de déchéance en commende, sous la juridiction régulière du même prieur : Gabriel d'Audibert.

### Prieurs commendataires
- 1609-1613 : Gabriel d'Audibert de Lussan. Il consacra une somme de 250 écus pour rétablir le moulin une fois le calme revenu ; mais il réclamait cette somme au prieur Drolhon. L'établissement définitif de la commende à Goudargues , avec l'installation de Canara, en qualité de vicaire de Gabriel d'Audibert de Lussan. Malgré cette déchéance, le prieuré de Goudargues conserva un lien sacré d'affiliation avec l'abbaye d'Aniane, pendant encore de longues années.
- 1613-1642 : Jean-Pierre de Virieu (mort en 1642). Il fut le véritable restaurateur de l'église et du couvent. Sa gestion dura 32 ans et comprend l'une des phases les plus remarquables du prieuré. Peu de temps après son arrivée, Gabriel Albert le prieur commendataire n'ayant pu, sans doute, s'opposer à sa prise de possession, et voulant se ménager l'occasion de séculariser le bénéfice, exigea du nouveau prieur un acte qui devait amener plus tard ce résultat[9]. L'abbé Virieu délivra quittance le 23 mai 1619 et le 8 octobre 1622, soit pour les arrérages, soit pour la rétrocession des terres de Toupian.
- 1642 : François de Gay. Pour donner un successeur à de Virieu, Jean-Baptiste I de Grimoard de Beauvoir du Roure de Grisac, abbé du monastère de Saint-André-lez-Avignon, nomma, le 10 juin 1643, le frère François de Gay, déjà infirmier à Goudargues et par conséquent prieur de la Bastide. Celui-ci s'empressa de se faire installer deux jours après par Innocent Delorme, vicaire perpétuel. Le procès-verbal de son installation dit que la cérémonie fut faite selon les rites ordinaires, c'est-à-dire « par son entrée dans l'église, sonnement de la cloche, lecture du missel et baisement de l'autel, au devant du quel s'estant  le dit sieur de Gay mis à genoux aurait dict l'Oraison dominicale ». Mais aussitôt après la cérémonie, au moment où l'on dressait l'acte d'installation, se présenta Jean Bourbat, procureur, ayant charge de Révérende personne, Mire Pierre d'Aymar se disant prieur de Goudargues nommé par lettres apostoliques du 29 avril 1643. Bourbat protesta contre l'installation qu'on venait de faire, sous prétexte que le prieuré ne vaquait pas par la mort de l'ancien titulaire Virieu puisque ce dernier, avant de mourir, avait passé un concordat de régulière transmission avec Pierre d'Aymar. Ces dernières paroles révèlent toute la situation. Le prieur commendataire avait exigé du prieur Virieu, quelques jours avant sa mort, et en vertu de la déclaration que celui-ci avait signée en 1610, une démission en faveur d'Aymar, doyen de l'abbaye Saint-André. Muni de cette pièce, il avait ensuite sollicité et obtenu, en cour de Rome, des lettres pontificales de nomination, probablement à l'insu, et contre le gré de l'abbé du Roure. Celui-ci, pour sauvegarder les droits des bénédictins et se soustraire à la commende, avait maintenu la nomination du frère François de Gay. Aussi, la protestation de Bourbat n'empêcha pas le frère de Gay de procéder, le même jour, 12 juin 1643, à la rédaction d'un contrat de ferme des biens du prieuré. Elle n'empêcha pas non plus l'abbé d'Aniane de nommer de son côté Étienne Beulague, qui prit possession le 17 juin 1643. Mais il fallut enfin céder. La commende l'emporta.
- 1643 : messire Jean-Baptiste de Machault, conseiller et aumônier du prince de Condé, fut nommé prieur commendataire, le frère François de Gay redevint infirmier et prieur de la Bastide, le frère Pierre d'Aymar fut reconnu prieur conventuel et Antoine Ollivier arriva en qualité de vicaire perpétuel chargé de la cure des âmes.

### Prieurs conventuels
- 1643 : Pierre d'Aymar.

## Juridiction
Les prieurs possédaient toute la juridiction moyenne et basse de Goudargues, et ils partageaient avec le roi la haute juridiction. En 1336, en vertu de ce droit de haute juridiction, le prieur ayant fait rétablir les fourches patibulaires, tombées de vétusté, sur le chemin de la Bastide, les agents du roi protestèrent contre ce rétablissement, sous prétexte que cet acte du prieur tendait à amoindrir la haute juridiction du roi, à laquelle devait appartenir en entier le droit de peine de mort ou de mutilation. 
Le 6 février 1571, les cardinaux Charles de Lorraine (1524-1574), abbé commendataire de Cluny, et de Bourbon, commissaires députés à la vente du temporel des églises, vendirent à Messire Antoine de Crussol, duc d'Uzès, la moitié de la haute juridiction et toute la juridiction moyenne et basse dépendant du prieuré. Le 3 mars 1578, Louise de Clermont (1504-1596), duchesse d'Uzès, inféoda cette même juridiction à Jean de Pélegrin, seigneur de la Bastide, lequel, en 1596, devint, par une nouvelle acquisition, possesseur de toute la justice de Goudargues, comme il l'était d'une grande partie des biens du prieuré.
Le seigneur de Lussan avait racheté, en 1607, à M. de la Bastide, la moitié de la juridiction haute, moyenne et basse pour le prix de 1 200 livres.

## Propriétés et revenus

### Églises, abbayes, prieurés et chapelles
- Église de la Bastide : Par un premier échange passé en 1203, Mgr Guillaume de Vénéjan donna l'église de la Bastide au couvent de Goudargues pour celle de Notre-Dame de Bondilhon, où le prélat avait l'intention de faire bâtir la Chartreuse de Valbonne.
- Prieuré de la Bastide.

### Fiefs, métairies, bois et prés
- En 1534, les moines avaient inféodé les menues terres pour réparer l'abbaye.
- Bois de la Cornarède.
- Terres de Toupian.

### Villas, maisons, moulins et droits de pêche
- Le 1er août 933, un nommé Humbert fit don à l'église et au monastère de ce lieu, diocèse d'Uzès, des biens qu'il possédait à Montcalvy, diocèse de Die, et imposa à tout violateur de cette donation une amende de 100 sols au soleil d'or qu'on devrait déposer sur l'autel de Sainte-Marie [10].
- Villa de Fontibus, villa de Champmillet, ainsi que la villa et parochia de Topian, transaction en 1252 du sénéchal de Beaucaire en présence de Pierre Reboul, prieur de Carsan pour le Roi, et l'abbé d'Aniane.
- Rochepertuis et à la Roque. Lorsqu'ils se rendaient dans cette dernière localité, le seigneur était obligé de quitter le château, leur fournir vivres, et à leur départ, leur tenir l'étrier.
- Les domaines de la Quinquié et de Pierrefiche furent inféodés aux seigneurs de Lussan, dès l'année 1486, et Bertrand de Barjac, seigneur de Lussan, en passa reconnaissance à Bertrand d'Allègre, sous l'albergue annuelle d'une obole d'or et l'hommage d'un baiser de paix. Ce baiser de paix était obligatoire à chaque mutation de prieur.
- En 1498, une transaction entre les prieurs et les habitants de Goudargues avait réglé les droits de chasse et de pêche.